# Carex abscondita
Carex abscondita är en halvgräsart som beskrevs av Kenneth Kent Mackenzie. Carex abscondita ingår i släktet starrar, och familjen halvgräs. Inga underarter finns listade i Catalogue of Life.

## Bildgalleri

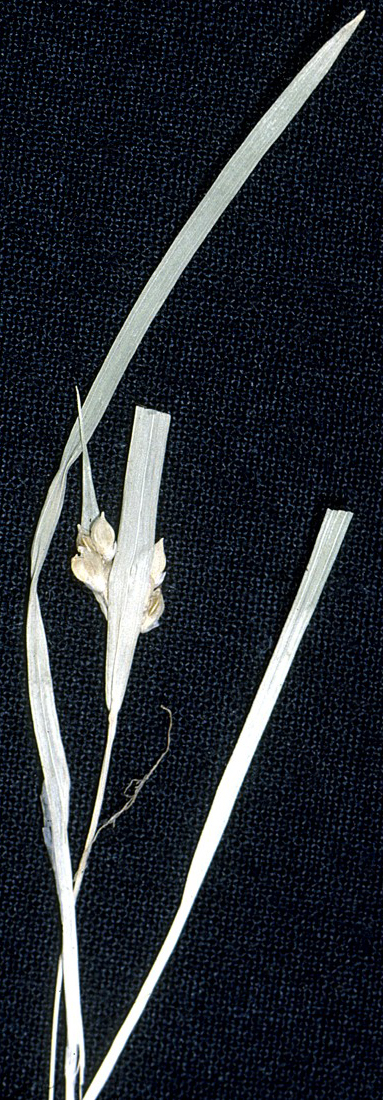